# Santa Rita (Paraíba)

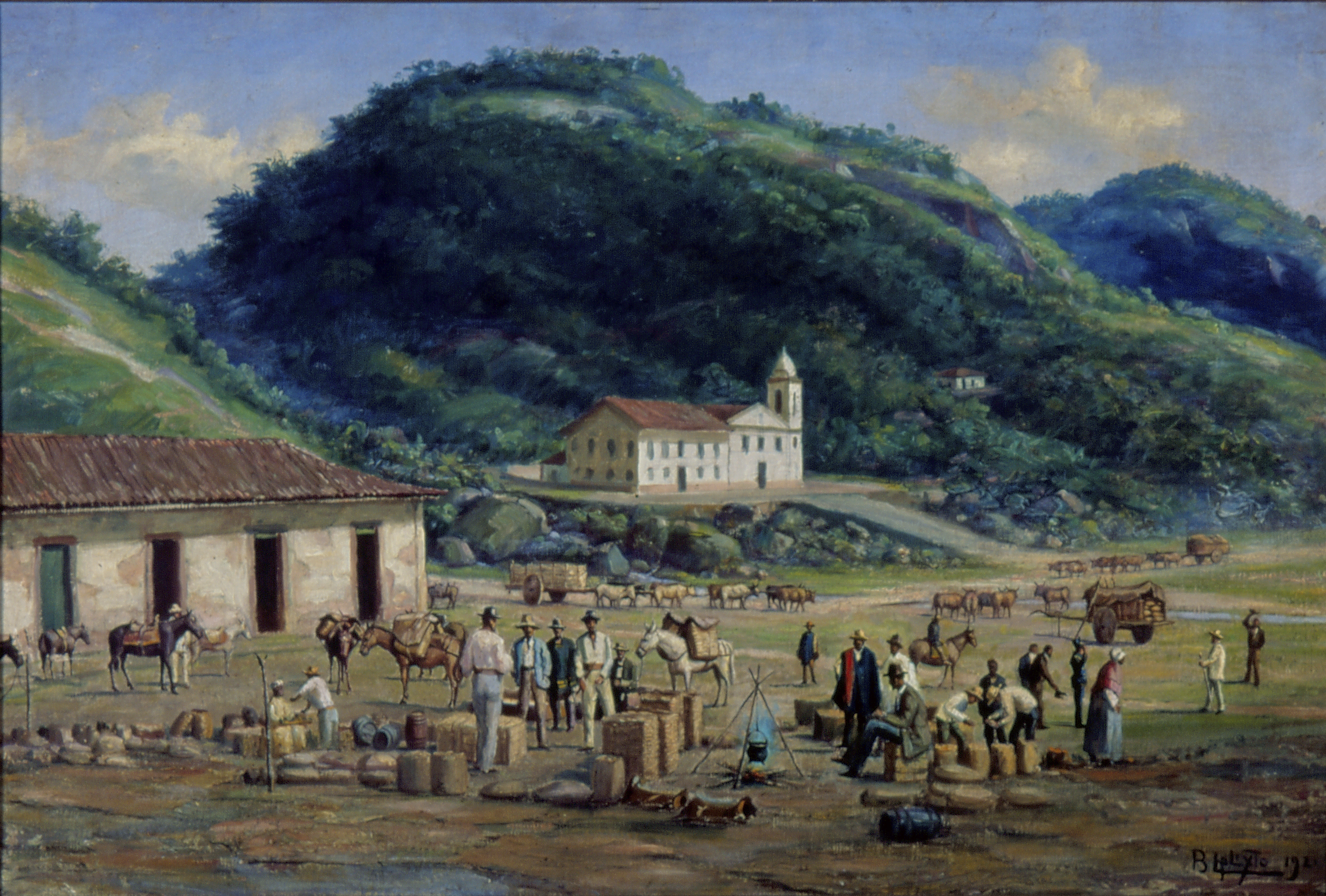
A obra "Rancho Grande dos Tropeiros" lembra muito o passado de Santa Rita, que foi paragem para tropeiros que iam e viam do interior do estado.

Santa Rita é um município brasileiro localizado na Região Metropolitana de João Pessoa, estado da Paraíba. Sua população em 2024 é de  159 121 habitantes distribuídos em 718,576 km² de área.
Nas últimas três décadas a cidade vem tendo um expressivo crescimento urbano, o que, além da prosperidade econômica, trouxe também problemas sociais e de urbanização. Em virtude de seu distrito industrial, atualmente o município é detentor da quinta maior economia do estado, com um PIB  aproximado de 2,6 bilhões de reais, no ano de 2022, após a capital João Pessoa, Campina Grande, Alhandra e Cabedelo. No município está localizado o Aeroporto Internacional Presidente Castro Pinto, que atende à demanda da Região Metropolitana de João Pessoa.
Cidade histórica localizada junto à capital do estado, Santa Rita foi palco da implantação dos primeiros engenhos de cana-de-açúcar na Paraíba. A prosperidade canavieira possibilitou que muitas casas, igrejas, capelas e outros monumentos em estilo arquitetônico barroco fossem erigidos, os quais ainda hoje remontam a essa época.
O município apresenta o maior número de fontes de águas minerais do estado da Paraíba, por isso também é conhecida como "cidade das águas minerais".

## História

### Brasil Colônia
A colonização de Santa Rita teve origem logo após a fundação de João Pessoa, em 1585, pelo português Frutuoso Barbosa. Na ocasião, eram frequentes os combates entre portugueses, tabajaras e potiguaras, estes últimos auxiliados pelos franceses . O primeiro núcleo não nativo se instalou no século XVI, décadas antes da fundação de Filipeia, conhecido como feitoria do Forte Velho (um dos primeiros entrepostos comerciais - junto a Baía da Traição - na América Portuguesa de normandos e bretões). Segundo Elias Herckmans, o forte velho foi totalmente destruído pelos espanhóis e portugueses aliados aos tabajaras para evitar uma nova investida contra os assentamentos ibéricos na margem oriental da reentrância fluvio-marítima pouco a norte da costa. Aí também nasceu André Vidal de Negreiros. Nesta altura Santa Rita era exportadora-mor de açúcar.
Ainda em 1585 foi erigido o primeiro forte da região, o Mirante do Atalaia, o Forte Velho, que servia como ponto de observação dos portugueses para identificarem possíveis piratas franceses em busca de pau brasil. Paralelo a esta edificação, os portugueses construíram o Engenho Real Tibiry nas proximidades de onde hoje fica os bairros de Várzea Nova e Tibirí Fábrica. Era um engenho de alta tecnologia para a época, movido á água. O nome Tibiry deriva de uma tribo indígena que habitava essa região.
Santa Rita originou-se de acampamento de nativos, colonos, exploradores, comerciantes, criadores e até tropas militares. Foi construído no local então conhecido como Tibiry o Forte de São Sebastião (1771), e próximo a ele foi edificada a capela que, juntamente com o primeiro engenho de açúcar, se tornaram o marco para a formação do povoado.

### Brasil Império
A população de Santa Rita fora dos engenhos, começou-se dentro de um acampamento de tropas, ou ponto de partida, ou estacionamento de comboios de almocreves de matutos, tendo sido a atual cidade, primeiramente, um local de "pouso" das pessoas que viajavam da capital da Província para o interior, e vice-versa, onde, geralmente, pernoitavam. Naquele tempo, efetivamente, para se ir à capital da Província, fazia-se um grande rodeio, contornando o vasto alagadiço existente entre Santa Rita e Tibiri, para então alcançar a Estrada de Manênma que ligava o Engenho Tibiri à Paraíba. A pousada aí, portanto, era uma necessidade. Foi, justamente, nesse "pouso", que surgiram as primeiras habitações.

### Brasil República e emancipação
O distrito de Santa Rita foi criado pela Lei provincial nº 2, de 20 de fevereiro de 1839. Já o município foi declarado como tal pelo Decreto Estadual nº 10, de 9 de março de 1890, publicado no jornal Gazeta da Parahyba, edição de 21 de março de 1890, e Antônio Cordeiro Gomes de Melo foi nomeado Presidente do Conselho de Intendência Municipal, cargo equivalente ao de Prefeito Constitucional. Suprimido este, posteriormente a Lei estadual nº 79 de 24 de setembro de 1897 o restaurou, firmando Santa Rita como território desmembrado da cidade de Paraíba. A sede municipal recebeu foros de cidade pela Lei estadual nº 613, de 3 de dezembro de 1924 que novamente extinta foi restaurada pelo Decreto estadual n.º 352, de 28 de dezembro de 1932.
Com isso a cidade teve seu total crescimento fora dos engenhos no centro, perto da Basílica de Santa Rita. Praças foram construídas, prefeitura, biblioteca até um cinema a cidade ganhou, por falta de investimento do governo Santa Rita poderia ser uma cidade padrão Campina Grande. Inicialmente apenas com a sede, sofreu diversas reformulações administrativas chegando em 1959 a contar com os distritos de Livramento, Lucena e Bayeux. Desse ano em diante perdeu os distritos de Bayeux (1959) e Lucena (1961).
A padroeira do município é Santa Rita de Cássia.

## Geografia

### Aspectos físicos gerais

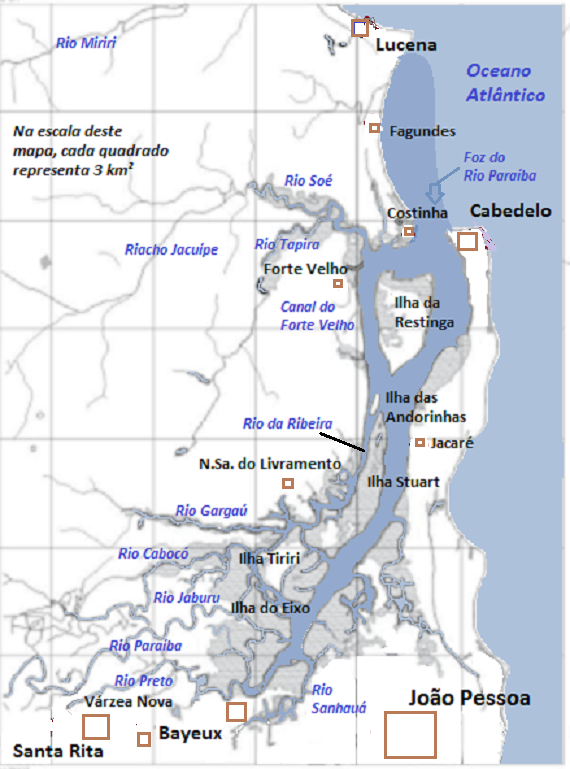
Foz do Paraíba, cuja maior parte da margem esquerda é parte integrante do município santa-ritense.

Localizado na Mesorregião da Mata Paraibana e na Microrregião de João Pessoa e contando com uma área total de 719 km², representando 1,25% da superfície do Estado da Paraíba, o município está inserido na unidade geoambiental dos Tabuleiros Costeiros. Essa unidade acompanha o litoral de todo o Nordeste e apresenta altitude média de 50 a 100 metros. Compreende platôs de origem sedimentares, que apresentam grau de entalhamento variável, ora com vales estreitos e encostas abruptas, ora abertos com encostas suaves e fundos com amplas várzeas.
A sede do município fica a uma altitude aproximada de 16 metros do nível do mar. O município tem belas colinas verdejantes, cavernas, vales profundos similares a cânions rasgando os tabuleiros fluviais do sertão, denominados por alguns como falésias "mortas" revestidas por densa vegetação de baixa latitude, gerando um microclima divergente do encontrado em zonas menos verdes.

### Vegetação
A vegetação é predominantemente do tipo floresta subperenifólia (floresta tropical do tipo atlântica), com partes de floresta subcaducifólia e cerrado.

### Solo
Os solos do município são representados por latossolos e podzólicos nos topos de chapadas, é uma área de planalto em relação à zona costeira, e são topos residuais, pozólicos com fregipan, podzólicos plínticos e podzóis nas pequenas depressões nos tabuleiros e pelos podzólicos concrecionários em áreas dissecadas e encostas. Por fim, por gleissolos e solos aluviais nas áreas de várzeas. De modo geral, os solos são profundos e de baixa fertilidade natural.

### Hidrografia
Santa Rita encontra-se inserido nos domínios das bacias hidrográficas dos rios Paraíba (região da Várzea Paraibana), Miriri e Gramame. Todos os cursos d’água têm regime de escoamento perene e o padrão de drenagem é o dendrítico. Os principais corpos de acumulação d'água são os açudes e lagoas. O município tem saída para o mar através do estuário do Rio Paraíba. Nessa região, situam-se várias ilhas, das quais três pertencem ao município santa-ritense: Stuart, Tiriri e Andorinhas.
Os corpos d'água do município são:
Rios
- Cabocó
- Camaço
- Engenho Novo
- Estiva
- Gargaú
- Gramame
- Jaburu
- Mamuaba
- Mangereba
- Miriri
- Mumbaba
- Paraíba
- Paroeira
- Pau-Brasil
- Preto
- Soé
- Tapira
- Tibiri
- Una

Riachos
- Água Branca
- Bambu
- Bibira
- (do) Boi
- (do) Cesto
- Dois Rios
- (da) Estiva
- Jacaraúna
- Jacuípe
- Japungu
- Laminha
- Mangabeira
- Miriri
- Obim
- Palmeira
- Pau-Brasil
- (das)  Pedras
- Pilão

Açudes
- Gargaú
- Miriri
- (dos) Reis
- Tibiri

Lagoas
- Barriga Cheia
- (do) Paturi
- Seca de Baixo
- Seca de Cima
- Tibiri
- Zumbi

### Clima
O clima é do tipo tropical chuvoso, com verão seco. O período chuvoso tem início em janeiro e término em setembro, concentrando-se entre abril e julho. A precipitação média anual é de 1 400 mm.
| Dados climatológicos para Santa Rita                                                                                               | Dados climatológicos para Santa Rita | Dados climatológicos para Santa Rita | Dados climatológicos para Santa Rita | Dados climatológicos para Santa Rita | Dados climatológicos para Santa Rita | Dados climatológicos para Santa Rita | Dados climatológicos para Santa Rita | Dados climatológicos para Santa Rita | Dados climatológicos para Santa Rita | Dados climatológicos para Santa Rita | Dados climatológicos para Santa Rita | Dados climatológicos para Santa Rita | Dados climatológicos para Santa Rita |
| Mês | Jan                                  | Fev                                  | Mar                                  | Abr                                  | Mai                                  | Jun                                  | Jul                                  | Ago                                  | Set                                  | Out                                  | Nov                                  | Dez                                  | Ano                                  |
| --- | ------------------------------------ | ------------------------------------ | ------------------------------------ | ------------------------------------ | ------------------------------------ | ------------------------------------ | ------------------------------------ | ------------------------------------ | ------------------------------------ | ------------------------------------ | ------------------------------------ | ------------------------------------ | ------------------------------------ |
| Temperatura máxima recorde (°C) | 34,4                                 | 35,1                                 | 35,7                                 | 35,4                                 | 33,1                                 | 32                                   | 30,9                                 | 32,2                                 | 32,3                                 | 32,2                                 | 32,8                                 | 33,2                                 | 35,7                                 |
| Temperatura mínima recorde (°C) | 22,1                                 | 21,7                                 | 24,2                                 | 22,7                                 | 22,1                                 | 20,4                                 | 20,1                                 | 18,7                                 | 20                                   | 20                                   | 21,6                                 | 22,3                                 | 18,7                                 |
| Precipitação (mm) | 81                                   | 98,6                                 | 155,5                                | 193,3                                | 205,9                                | 252                                  | 183                                  | 97,6                                 | 56,3                                 | 24,2                                 | 19,7                                 | 39,1                                 | 1 406,1                              |
| Fonte: AESA (climatologia de precipitação: Atlas Pluviométrico do Estado da Paraíba; recordes de temperatura: 15/11/2023-presente) |                                      |                                      |                                      |                                      |                                      |                                      |                                      |                                      |                                      |                                      |                                      |                                      |                                      |

### Demografia
Depois de João Pessoa e Campina Grande, é o terceiro município mais populoso do estado, com 149.910 habitantes, de acordo com o CENSO do IBGE para 2022.

## Divisão territorial

### Bairros da sede do município
Zona Norte
- Aguiarlândia
- Distrito Industrial (colado as 4 partes)
- Jardim Miritânia
- Alto dos Eucalyptos (Cosibra)
- Liberdade
- Tibiri Fábrica
- Vila Tibiri
- Bairro do Cercado

Zona Sul
- Aguiarlândia
- Bairro dos Municípios
- Boa Vista e Bairro do Planalto
- Heitel Santiago
- Jardim Carolina
- Jardim Europa I, II e III
- Loteamento Plano de vida
- Marcos Moura
- Flaviano Ribeiro Filho
- Loteamento Novo Bairro
- Loteamento Verdes Mares
- Nova Trindade II
- Nova Esperança
- Sol Nascente
- Tibiri I, II e III

Zona Oeste
- Açude
- Alto das Populares
- Santa Cruz
- Centro
- Loteamento Nice
- Paraíso Tropical
- Paulo VI

Zona Leste
- Várzea Nova
- Alto dos Eucaliptos
- Augustolândia
- Castanheiro
- Flaviano Ribeiro
- Mutirão

### Distritos, subdistritos e localidades municipais
- Lerolândia
- Cadene
- Cangulo
- Cauira
- Chã do Congo
- Cicerolândia
- Cotovelo
- Babilônia
- Engenho do Meio
- Estiva
- Fazenda Caldeirão
- Forte Velho
- Gargaú
- Jaburu
- Jacaraúna
- Bebelândia
- Livramento
- Mel de Furo
- Monte Alegre
- Mumbaba (de Baixo e de Cima)
- Mumbaba Alecrim
- Mumbaba Bandeirante
- Mumbaba Caiçara
- Mumbaba de Belez
- Mumbaba de Peninchos
- Mumbaba dos Américos
- Mumbaba dos Canários
- Nossa Senhora do Patrocínio
- Odilândia
- Oiteiro
- Povoado de São Bento
- Prego
- Reis
- Ribeira (de Baixo, do Meio e de Cima)
- Santa Ana
- Santo Amaro
- Santo André
- Sítio Reis
- Socorro
- Taboleiro de Santana
- Taboleiro do Leandro
- Tambauzinho
- Tapira
- Tibirizinho
- Usina Santa Rita
- Usina Santana
- Usina São João
- Vigário
- Volta do Quimba (Coimbra)

## Economia
Além da indústria e comércio, a economia do município é bem movimentada pela agricultura e agropecuária. O município destaca-se como o segundo maior produtor de abacaxi da Paraíba[carece de fontes?]. Santa Rita possui uma grande produção de cana-de-açúcar. Além disso, diversas indústrias existem na cidade, como a Metalbrasil Metalúrgica, a Alpargatas SA(calçados), Velas Santa Clara, Guardanapos Elite, Siplast, P & P Reciclagem, Carioflex (estofados), Cincera (cerâmica), Ceramina (cerâmica), Caiongo (cerâmica), Lajes Sigma (pré-moldados de cimento), Cosibra (sisal), Brastex (sisal), Demyllus (confecções), Valtex (confecções). A cidade conta com quatro agências bancárias, que são: Banco do Brasil, Bradesco, Caixa Econômica Federal, Banco do Nordeste. Há três feiras livres que recebe clientes também de municípios circunvizinhos como Bayeux, Cabedelo, João Pessoa, Cruz do Espírito Santo, Sapé, Mari, Pedras de Fogo e Mamanguape. Na indústria canavieira (açúcar, álcool e aguardente) algumas empresas são: Usina Japungu, Usina Santana, Usina São João, Engenho do Meio, Usina Monte Alegre, Destilaria Miriri.
Por ser o município paraibano com maior incidência de fontes de água mineral, também existem as indústrias deste recurso, dentre elas: Água Mineral Platina, Água Mineral Indaiá, Água Mineral Sublime e Água Mineral Itacoatiara.

## Arte e cultura
Santa Rita abriga um universo artístico muito rico , composto por atores; repentistas; músicos; dançarinos; coreógrafos; poetas; artesãos; cineastas; artistas plásticos, etc. Por volta de 1950, a cidade já contava com a força das lapinhas, que encantavam a muitos nos períodos natalinos. Era comum que as pessoas se encontrassem na praça central (atual Getúlio Vargas), para uma passeada ou uma ida ao coreto que ali existia. Também já existiram quatro cinemas na cidade: o "Cine Avenida" na Praça Getúlio Vargas; o "Cine São João" na rua São João; o conhecido popularmente por "Cine Purga" na rua Dr. Pedroza, e um que não conhecemos o nome, que funcionava onde antes estava a Caixa Econômica Federal, na Praça Getúlio vargas, além do "Cinema de Várzea Nova" que funcionava naquele distrito.
Santa Rita possui três bens tombados pelos patrimônio histórico federal: a Capela do antigo Engenho Una (atual Engenho Nossa Senhora do
Patrocínio), a Igreja de Nossa Senhora das Batalhas e a Igreja de Nossa Senhora do Perpétuo Socorro.

### Teatro
O antigo teatro municipal, chamado "Teatro Oficina das Artes", funcionava no bairro da Liberdade (Centro) e foi demolido pelo poder público municipal, para dar lugar a um banco particular. Hoje no local funciona a SEMOB da cidade.
Atualmente a cidade só dispõe de um teatro particular no Conjunto Tibiri II . O teatro, de propriedade do dramaturgo, professor, ator e diretor teatral Ivonaldo Rodrigues (cujo teatro tem seu mesmo nome). Neste mesmo teatro todos os anos acontece o "Festaty" (Festival de Teatro de Tibiri II), que vai na sua XXXI edição. Além de um festival anual, o Teatro Ivonaldo Rodrigues possui o grupo TATY que há 29 anos realiza o espetáculo a Paixão de Cristo, apresentado em várias cidades do estado durante todos esses anos.

### Dança
As três Quadrilhas Juninas mais ativas na cidade são a Riacho Verde e o Grupo de Cultura Popular e Quadrilha Junina Explosão Nordestina e, do bairro de Tibiri II e Quadrilha Junina Riacho Fundo do bairro Heitel Santiago.
A cidade tem um grupo de cultura popular e dança chamado Massapê, que se apresenta em todo o estado e no país.
Existem também vários grupos culturais de dança da 3.ª idade, entre eles o grupo "Flores Belas" da ONG Pro Dia Nascer Feliz, com espetáculos de dança e teatro.
Na comunidade de Forte Velho, existe um grupo de "Coco de Roda" com mais de 150 anos de existência, passado de geração a geração, e que consta na enciclopédia do folclore brasileiro como um "Coco" de estilo próprio, denominado de "Coco de Forte Velho".

### Esportes
A cidade possui um time de futebol que já deu muitas glórias no esporte para a cidade, o Santa Cruz de Santa Rita, que já foi campeão Paraibano por 2 vezes, além de diversos times amadores. Também o esporte que se destaca no município é o Taekwondo, no qual os atletas têm competido em torneios importantes pelo Brasil e fora dele, trazendo até títulos nacionais.[carece de fontes?]

#### Times de futebol
- Santa Cruz Recreativo Esporte Clube
- Campeonato Paraibano: Venceu 2 vezes (1995 e 1996);

Santa Cruz Recreativo Esporte Clube é uma agremiação esportiva de Santa Rita, no estado da Paraíba, fundada a 15 de abril de 1939.
O clube tem como grande revelação Mazinho, campeão mundial pela Seleção Brasileira na Copa de 1994.
Manda as suas partidas no Estádio Virgílio Veloso Borges, o "Teixeirão", com capacidade para 5.000 espectadores.

## O São João de Santa Rita

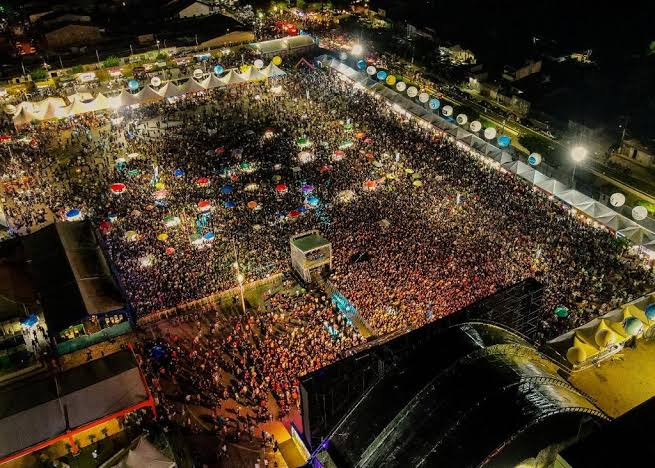
Visão aérea do São João de Santa Rita

O São João de Santa Rita é um festival gratuito promovido anualmente pela prefeitura municipal de Santa Rita, na Paraíba, ocorrendo entre os meses de junho e julho. Apesar de ter sido realizado em apenas 4 edições, o São João de Santa Rita já se consolidou como a segunda maior festa junina da Paraíba, com um total de 19 dias de comemorações, superada apenas pelo São João de Campina Grande, conhecido como O Maior São João do Mundo, que em 2025 contará com 38 dias de festividades.
A festa de Santa Rita tem crescido a cada ano, atraindo um número crescente de turistas de todo o Nordeste e de outras regiões como Rio de Janeiro e São Paulo e se destacando no cenário regional e nacional.

## Saúde
Santa Rita ao ser emancipada não tinha setor de saúde, os santa-ritenses eram obrigados a se atenderem em João Pessoa ou Recife. A necessidade de um hospital na cidade era um transtorno principalmente para os trabalhadores dos engenhos de cana-de-açúcar. Só em 2 de agosto de 1962, foi doado a cidade o Hospital e Maternidade Flávio Ribeiro Coutinho, a doação foi transferida para a Congregação das Irmãs de Caridade da Mãe da Misericórdia, representada pela Madre Maria Cornélia Elizabeth Ter Meer. Em 2 de setembro de 1963, na Assembleia Geral Extraordinária, sob a presidência da mesma Madre, foi fundada a Fundação Flávio Ribeiro Coutinho. Em 30 de maio de 1976, através da Assembleia Geral, houve transferência de todo acervo patrimonial, direitos, obrigações e responsabilidades da Fundação Flávio Ribeiro Coutinho de administração da mantenedora Congregação das Irmãs de Caridade da Mãe da Misericórdia para a Congregação das Filhas do Coração Imaculado de Maria, com sede em Caucaia- Ceará, com a qual permanece até os dias de hoje. A principal atividade da Instituição continua sendo o atendimento a saúde, disponibilizando para o SUS mais de 67% de todos os seus serviços e, acrescentando os serviços prestados gratuitamente, este percentual eleva-se 78,46%.
A cidade também contava com o Hospital Pediátrico "Infantil" de inciativa privada que encerrou suas atividades no ano de 2009.
A cidade hoje possui mais de 30 PSF'S espalhados na zona urbana e nos distritos, que funcionam com precariedade para a população, onde falta médicos, medicamentos e outros insumos.
Hospital Metropolitano de Santa Rita

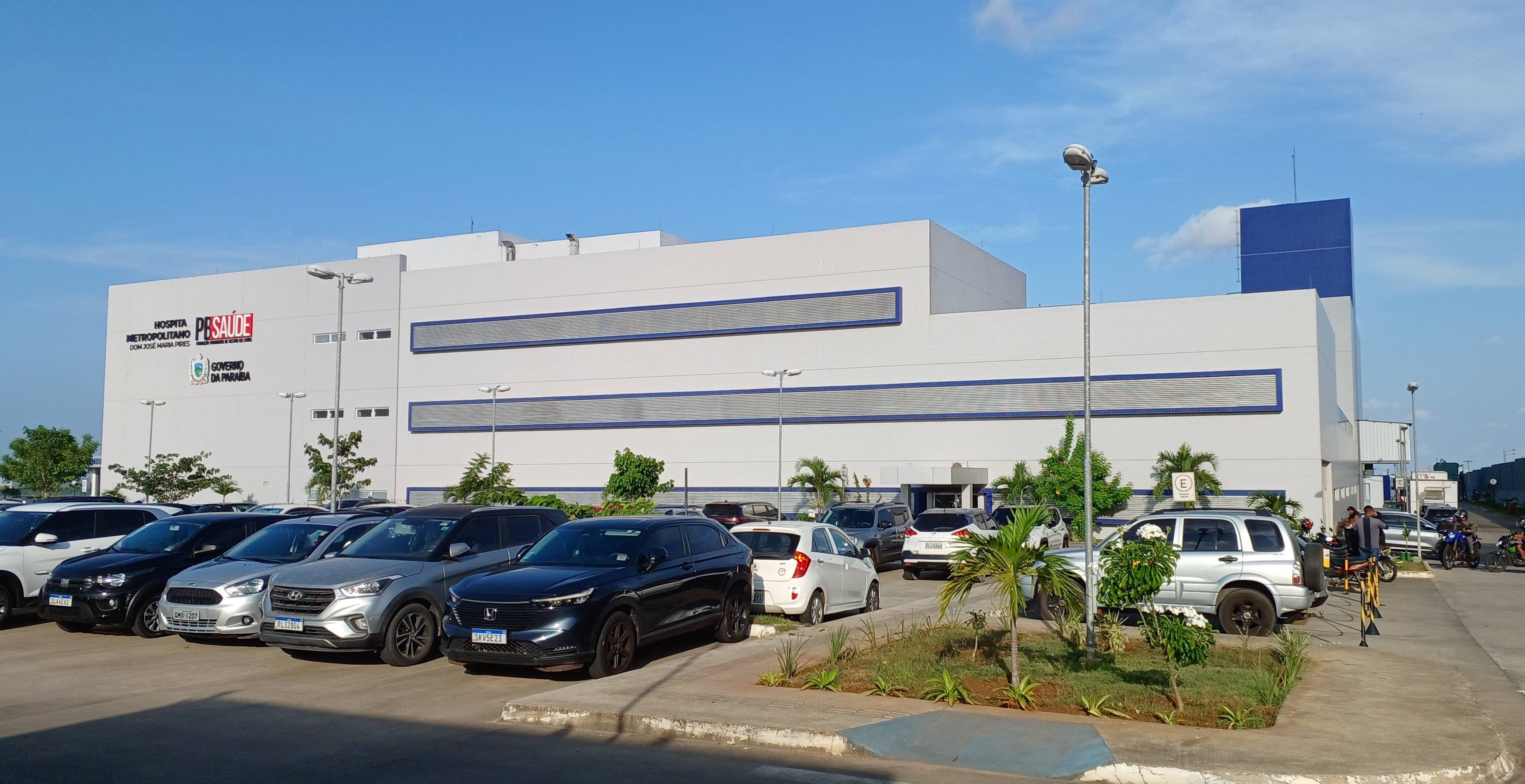
Hospital Metropolitano Dom José Maria Pires

Possui um Hospital de alta complexidade referência em Cardiologia, Neurologia e Endovascular. Hospital Metropolitano (Santa Rita) Inaugurado em 4 de abril de 2018 e, desde 2021, é gerenciado pela Fundação Paraibana de Gestão em Saúde (PB SAÚDE). O complexo tem três andares, além de heliponto com 40 metros quadrados.
São 220 leitos e 11 salas de cirurgia, além de um moderno Centro de Diagnóstico Por Imagem. Hospital habilitado pelo ministério da Saúde para realização de transplante de coração e integrante do Programa Coração Paraibano.
A população faz duras criticas, pois o hospital tem grande porte e não é usado toda sua estrutura para População, como falta de atendimento ambulatorial, imediato de emergência, urgência e trauma.
Com toda essa estrutura falta para população atendimento ambulatorial, curativos, inalação, aplicação de medicamentos e de serviços. Também falta atendimentos com consultórios de enfermagem, ginecologia/obstetrícia, pediatria e nutricionista.
Santa Rita Possui vários laboratórios de análises clinicas particulares, convênios, PAM de Santa Rita e localidades de saúde. Em 26 de outubro de 2010, o Governo da Paraíba inaugura a primeira UPA na cidade e no estado, no bairro de tibiri II, sua estrutura é composta por dez leitos (sete para adultos e três para crianças) e uma equipe formada por três enfermeiros, dois pediatras, dois clínicos gerais e um cirurgião, que trabalham em regime de plantão.

## Educação
Santa Rita possui diversas escolas públicas, e privadas, certa de 38 escolas públicas permanecem letivas ao ensino na cidade. A primeira escola pública da cidade foi o Enéas Carvalho localizado no centro da cidade, em seguida as escolas publicas Normal Anísio Pereira Borges e João XXII. Por muitos anos o Enéas Carvalho foi considerado a 2° maior escola pública da paraíba, só perdia para o colégio Lyceu Paraibano, em João Pessoa, estudantes saiam da capital para estudar na cidade. Com a urbanização da zona sul da cidade que antes era apenas plantações de abacaxi, foram criadas mais escolas publicas municipais e federais, também a primeira creche da cidade. Em ensino privado Santa Rita possui 19 escolas particulares, sendo  a mais antiga e primeira escola particular da cidade o COFRAG - Colégio Doutor Francisco Aguiar, fundada pelo professor Francisco de Paula Melo Aguiar em 5 de janeiro de 1964, oferece Educação Básica completa, além do Ensino Superior de Graduação e Pós-Graduação, através do IESPA- Faculdade de Filosofia, Ciências e Letras, fundada em 3 de abril de 1964 e sediado no mesmo prédio do COFRAG. Tem ainda  o Centro Educacional Santa Teresinha, localizada no centro da cidade, entre outras escolas estão o Colégio e Curso José Américo de Almeida, Instituto Nossa Senhora de Fátima, Escola Cenecista Ministro José Agripino, Escola União e Instituto Educacional Pastor Antônio Petronilo dos Santos(Escola Evangélica), são as principais escolas particulares da cidade. A cidade também possui centros de cursos para jovens e adultos (Núcleos), possui diversas creches, e também tem vários convênios do Pro-Jovem. Vale citar a escola Dom Bosco Ltda, administrada por mais de 30 anos pelas pedagogas Maria da Penha Carmélio da Silva e Maria Helena Carmélio, que encerrou suas atividades no ano de 2016, tendo contribuído por muitos anos com a Educação da cidade.

## Comunicação

### Emissoras de Rádio
Santa Rita conta com duas emissoras de rádio FM: a primeira denominada de Rádio Santa Rita Ltda, que opera em 100.5 na Frequencia Modulada. Há também a RACE/FM 104,9 - Rádio Comunitária Educadora FM, com sede no Bairro Popular - Santa Rita, fundada em 1998 pelo educador Francisco de Paula Melo Aguiar. Duas outras emissoras tem concessão em Santa Rita mas transmitem desde a cidade de João Pessoa, sendo a FM Sucesso (Sistema Arapuan de Comunicação), que transmite em 92,9 FM e a Rádio Liberdade (Rede Aleluia da IURD), que transmite nos 99,7 FM. A cidade também ganhou recentemente mais uma FM comunitária, denominada "Universo FM" que transmite nos 104,9 MHz, com sede no Conjunto Heitel Santiago, usando seu programa de maior audiência de nome "A hora é essa" para debater a política na cidade, onde já esteve grandes nomes da política santarritense. A cidade ganhou mais uma emissora do segmento gospel Rádio Monte Sinai 94,5 FM. No mês de março de 2015, uma nova emissora de rádio se instalou no município. A rádio Cidade FM começou a transmitir sua programação na faixa 104,9 MHz. Situada no distrito de Várzea Nova, mas foi fechada pela ANATEL por instalar equipamentos que burlavam as leis da ANATEL.
Quanto à telefonia fixa, várias companhias telefônicas atuam no município, a Oi Fixo, Brisanet e GVT. Já na telefonia móvel, TIM, Claro e Vivo mantêm cobertura na região.

## Transporte

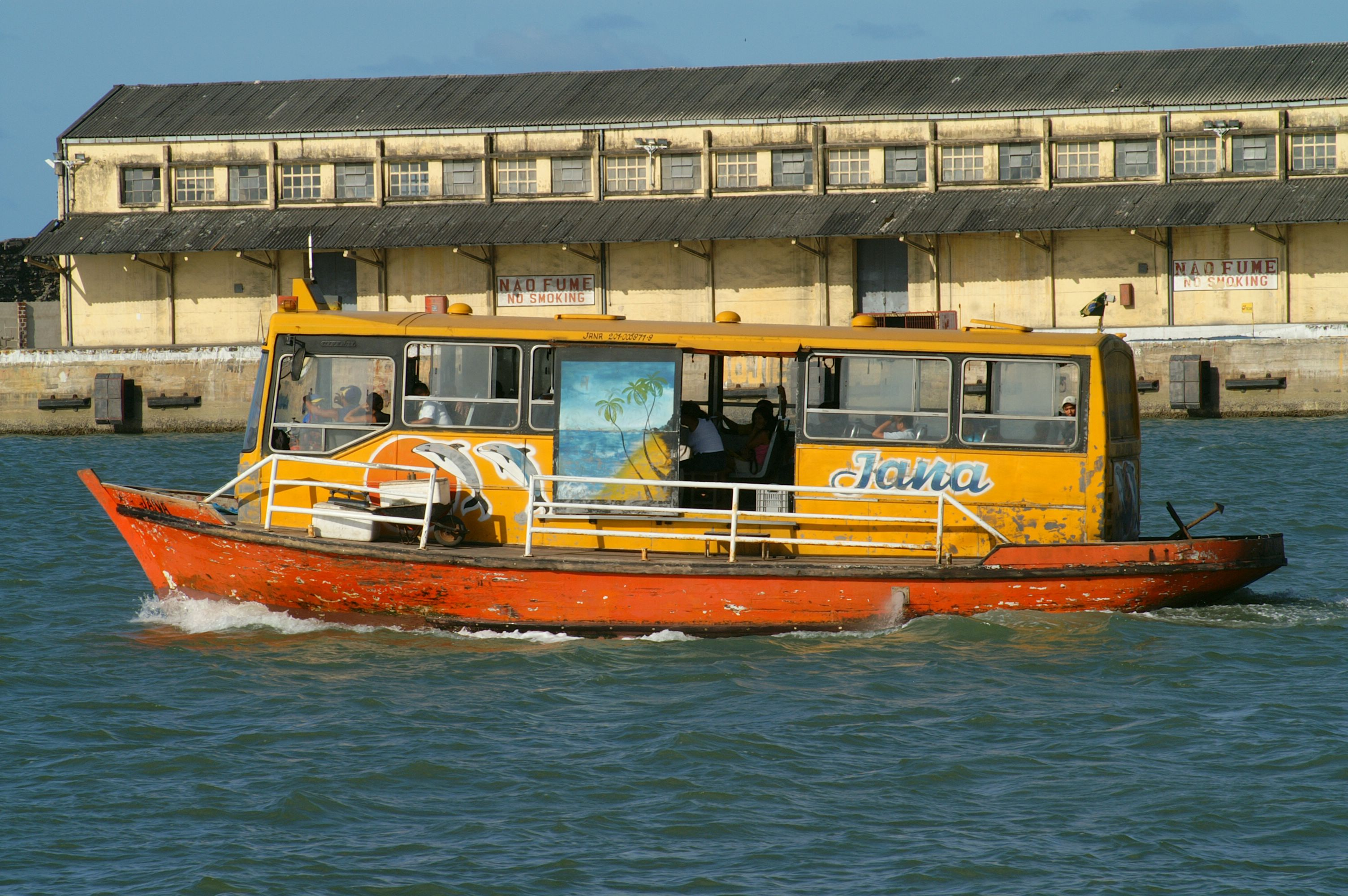
"Barco-ônibus", na foz do rio Paraíba

### Transporte Terrestre
Por ser ligada apenas 12 km da capital, Santa Rita possui redes de ônibus e trem que liga a João Pessoa, Bayeux, Cabedelo e Lucena. Antes apenas a rodoviária Santa Rita fazia as viagens locais mais tarde, a cidade ganha novos ônibus da empresa Sim(Sistema Integrado Metropolitano). Pode ser rastreado pelo aplicativo CittaMobi, aonde avisa horários dos ônibus e suas localizações. Além disso as empresas de ônibus que ligam os bairros são Sonho Dourado, Empresa Walter,Trans Vitória e outros ônibus particulares.

### Transporte Aquático
A cidade não possui praias desde a emancipação da cidade de Lucena, porém possui uma quantidade rica em rios, lagoas e riachos, em seus distritos e possível transportes aquáticos que liga a cidade a outras cidades e gera economia e fonte de renda. No município, o "barco-ônibus" é o principal transporte fluvial coletivo depois do ferry-boat.

### Transporte Ferroviário
Com 30 km de extensão, o Sistema de Trens Urbanos de João Pessoa é composto por 4 locomotivas e 24 carros de passageiros, formando 2 composições que realizam 28 viagens diárias, interligando os municípios de Cabedelo, João Pessoa, Bayeux e Santa Rita, na Grande João Pessoa. O sistema da CBTU João Pessoa possui 12 estações modernas e recuperadas, e transporta, em média, 10,1 mil passageiros/dia. A velocidade comercial média é 25,5 km/h, e o custo da tarifa é R$ 2,50
Nos 30 km de extensão, os passageiros podem desfrutar de uma viagem agradável, segura e econômica, além de contemplar belas paisagens rurais em plena área urbana. Preocupada com o espaço onde está inserida, a CBTU João Pessoa, ao oferecer um transporte de passageiros com qualidade, se integra à comunidade lindeira realizando projetos sociais e culturais que visam manter uma sinergia com a população, resgatando os valores do povo paraibano.
A área formada pelos quatro municípios (João Pessoa, Cabedelo, Bayeux e Santa Rita) atravessados pelo sistema ferroviário apresenta uma população total de aproximadamente 844 mil pessoas, o que corresponde a cerca de 24,5% do total da população estadual.